# Мемориальная премия Саймона
Мемориальная премия Саймона (англ. Simon Memorial Prize) — международная награда в области физики низких температур, присуждаемая Институтом Физики. Учреждена в память Фрэнсиса Саймона в 1957 году. Вручается раз в три года, начиная с 1959 года. С 2005 года вручается на Международной конференции по низким температурам.

## Лауреаты
- 1959 Heinz London
- 1961 Лифшиц, Илья Михайлович
- 1963 Henry Edgar Hall и William Frank Vinen
- 1965 John Charles Wheatley
- 1968 Мендельсон, Курт
- 1970 Мейснер, Вальтер Фриц
- 1973  Капица, Пётр Леонидович [4]
- 1976  Ричардсон, Роберт Колман,  Ошеров, Дуглас,  Ли, Дэвид Моррис
- 1981  Леггетт, Энтони Джеймс
- 1983  David Olaf Edwards
- 1986 Шарвин, Юрий Васильевич
- 1989 Richard A Webb
- 1992 Olivier Avenel и Eric Varoquaux
- 1995 Андреев, Александр Фёдорович
- 1998 George R Pickett и Anthony M Guénault
- 2001 Giorgio Frossati
- 2004 Воловик, Григорий Ефимович [5]
- 2008 Yasunobu Nakamura и Jaw-Shen Tsai
- 2011 Иорданский, Сергей Викторович и Копнин, Николай Борисович[англ.]
- 2014 Peter Wölfle
- 2017 Louis Taillefer[фр.][6]
- 2020 Jukka Pekola[фин.]